# Oxalato de dimetilo
Oxalato de dimetilo es un compuesto químico con fórmula (CH3)2(COO)2. Es el dimetil éster del ácido oxálico.